# Вільгельм I Злий
Вільгельм I Злий (*Guglielmo I il Malo бл. 1131 — 7 травня 1166) — 2-й король Сицилії у 1154—1166 роках.

## Життєпис

### Молоді роки
Походив з династії Отвілів. Син Рожера II, короля Сицилії, та Ельвіри Кастильської. Замолоду брав участь у війнах свого батька в Апулії. В 1138 році отримав титул князя Таранто. Після смерті у 1148 році його старшого брата Альфонсо, у 1149 році Вільгельма оголошено герцогом Апулії та Калабрії, а в 1151 році Рожер II призначив його своїм співправителем і коронував  королем Сицилії. В управління Вільгельму була віддана Апулія.

### Початок правління
Після смерті батька, на Великдень 1154 року, Вільгельм I коронувався королем Сицилії. Новий володар був не позбавлений здібностей. Його також не можна було дорікнути в слабкості. Новому королю властиві були риси жорстокості, що навіть у сучасників він отримав прізвисько «Злий». Він відразу віддалив від себе радників батька і наділив довірою адмірала Майо, людину низького походження (сина торговця маслом з Барі), але добре освіченого і дуже обдарованого. Зробивши його першим міністром, сам Вільгельм II мало приділяв увагу управлінню. Звичайно він замикався в покоях свого палацу в Палермо, куди ніхто не мав доступу крім Майо і архієпископа Палермського.
За легендою, жінки, які ткали шовк, і дівчата, що працювали в Палермському тіразе (майстерні килимів), становили його гарем, де він і насолоджувався, забувши про свою дружину. Численні мусульмани,що його оточували, дійсно надавали сицилійському двору такий вигляд, ніби в Палермо мав резиденцію мусульманський султан.
Проте невдовзі король стикнувся з амбіціями імператора Візантії Мануїла I. У 1155 році візантійський полководець Михайло Палеолог висадився у місті Внесті і захопив Барі. Настувний візантійський військовик Іоанн Дука до квітня 1156 року підкорив весь берег від Внесті до Бриндізі. У самій Сицилії склався змова. Бунтівники захопили на півдні острова місто Бутера і робили звідти набіги на околиці. Вільгельм II на час відмовився від своєї бездіяльності, на чолі війська підступив до Бутери і змусив баронів скласти зброю. Потім він переправився на материк.
У травні 1156 року у Бріндізі нормани розбили флот візантійців, після чого король опанував містом і взяв у полон Іоанна Дуку. Звідси він поспішив до Барі. Жителі вийшли йому назустріч, благаючи про помилування. Але коли Вільгельм II побачив руїни фортеці, в знищенні якої жителі допомагали візантійцям, він прийшов в гнів і велів зруйнувати вщент всі будинки в місті. Жителям з їх майном він, втім, дозволив піти. Після цього всі міста Адріатичного узбережжя визнали його владу. Багатьох бунтівних баронів, які потрапили до нього в руки, король велів повісити або засліпити. Решта втекли до Беневенто і приготувалися до захисту під проводом графа Бассевіля. В.тім у червні того ж року за посередництва папи римського Адріана IV.
У 1157 році сицилійський флот здобув перемогу над візантійським у битві біля о. Евбеї, а потім чотири місяців спустошував і грабував візантійські міста Пелопонес та Аттику. Після багатьох  принизливих поразок імператор Мануїл I вступив в переговори і уклав мир.

### Боротьба з баронами
Слідом за цим король влаштував репресії проти своїх бунтівних васалів, з якими про людське око помирився у 1156 році. Опала спіткала також сицилійських греків, яких Вільгельм II підозрював у співчутті візантійцям. Багато з них були засліплені й піддалися жорстоким тортурам. Від військових справ король повернувся до своєї звичного життя. Багато знатних жінок, чиї чоловіки і батьки постраждали від підозрілості короля, повинні були ставати його наложницями. Лише ціною такої ганьби і втратою свого стану вони могли зберегти життя.
1159 року здійснено невдалий похід проти мусульман на Балеарських островах. У листопаді 1160 року змовники-барони вбили адмірала Майо. Цю втрату Вільгельм II щиро оплакував і всім говорив, що йому немає ким замінити таку людину і що меч, який вразив його міністра, відрубав у нього праву руку. Проте, побоюючись нового заколоту, він не посмів покарати вбивць і серед загального тріумфування теж повинен був робити веселе обличчя. Втім, ніхто не був обманутий його показним смиренням. Барони усвідомлювали, що зможуть зітхнути спокійно, лише поваливши короля з трону. Змовники домовилися передати владу маленькому синові короля Рожеру.

### Заколот
9 березня 1161 року барони на чолі із Симоном Тарентським (бастардом Рожера II), Танкредом, графом Лечче, Маттео Боделло увірвалися до замку, взяли короля під варту, а Рожера оголосили королем. Але заколот не зустрів співчуття у духовенства та широких верств населення. Натовп підступив до палацу. Лють його була така велика, що заколотники були змушені звільнити Вільгельма II. Під час цих подій юний Рожер був убитий. За офіційною версією, він був убитий стрілою з натовпу. За іншими даними, ледь отримавши свободу, король з такою силою вдарив сина ногою, що той невдовзі помер.
Вільгельм II незабаром уклав з баронами мир, але багато баронів, замішані в заколоті, воліли залишити острів. Незабаром король наказав схопити вбивцю Майо — Маттео Бонелло та засліпити його. Тим часом в Апулії піднявся новий заколот. Один з чільних учасників попереднього повстання граф Бассевіль опанував всю Південну Італію. Йому підкорилися всі міста, крім Салерно.
У березні 1162 року Вільгельм II висадився в Калабрії і опанував Тарентом. Бассевіль втік, і міста підкорилися королю з такою ж легкістю, з якою незадовго до цього перейшли на бік заколотників. Зміцнивши свою владу на материку, король повернувся до Палермо і дав волю своєму гніву — багато колишніх змовників, що повірили клятві короля і не подбали про втечу, були під різними приводами притягнуті до суду і загинули після жорстоких катувань.

### Останні роки
У наступні роки Вільгельм II знову відійшов від справ і був цілком поглинений будівництвом і облаштуванням чудового палацу в Палермо, який він назвав по-арабськи Аль-Азіс. Він помер, так і не дочекавшись закінчення робіт 1166 року. Йому спадкував син Вільгельм II.

## Родина
1. Дружина — Маргарита, донька Гарсії VI, короля Наварри
Діти:
- Рожер (1152—1161), герцог Апулії
- Роберт (1153—після 1160), князь Капуї
- Вільгельм (1155—1189), король Сицилії у 1166—1189 роках
- Генріх (1158—1172), князь Капуї

2. Коханка
Діти:
- Марина